# Charles Hervey Grey
Charles Hervey Grey (1875 - 1955 ) fue un botánico y horticultor inglés

## Algunas publicaciones

### Libros
- Grey, CH. 1937. Hardy bulbs, including half-hardy bulbs and tuberous and fibrous-rooted plants. Ed. Dutton (N. York), ilustró Cecily Grey. 403 p.

- --------. 1938a. Hardy bulbs, vol. II. Ed. Williams & Norgate

- --------. 1938b. Hardy Bulbs Including Half-Hardy Bulbs and Tuberous and Fibrous-Rooted Plants. 3 v. Ed. E.P. Dutton & Co.

- --------, Cecily Grey. 1938c. Liliaceae, v. 3 de Hardy bulbs. Ed. Williams & Norgate

## Honores
- Miembro de la Sociedad Linneana de Londres

- La abreviatura «Grey» se emplea para indicar a Charles Hervey Grey como autoridad en la descripción y clasificación científica de los vegetales.[1]